# 齐齐哈尔第二医院

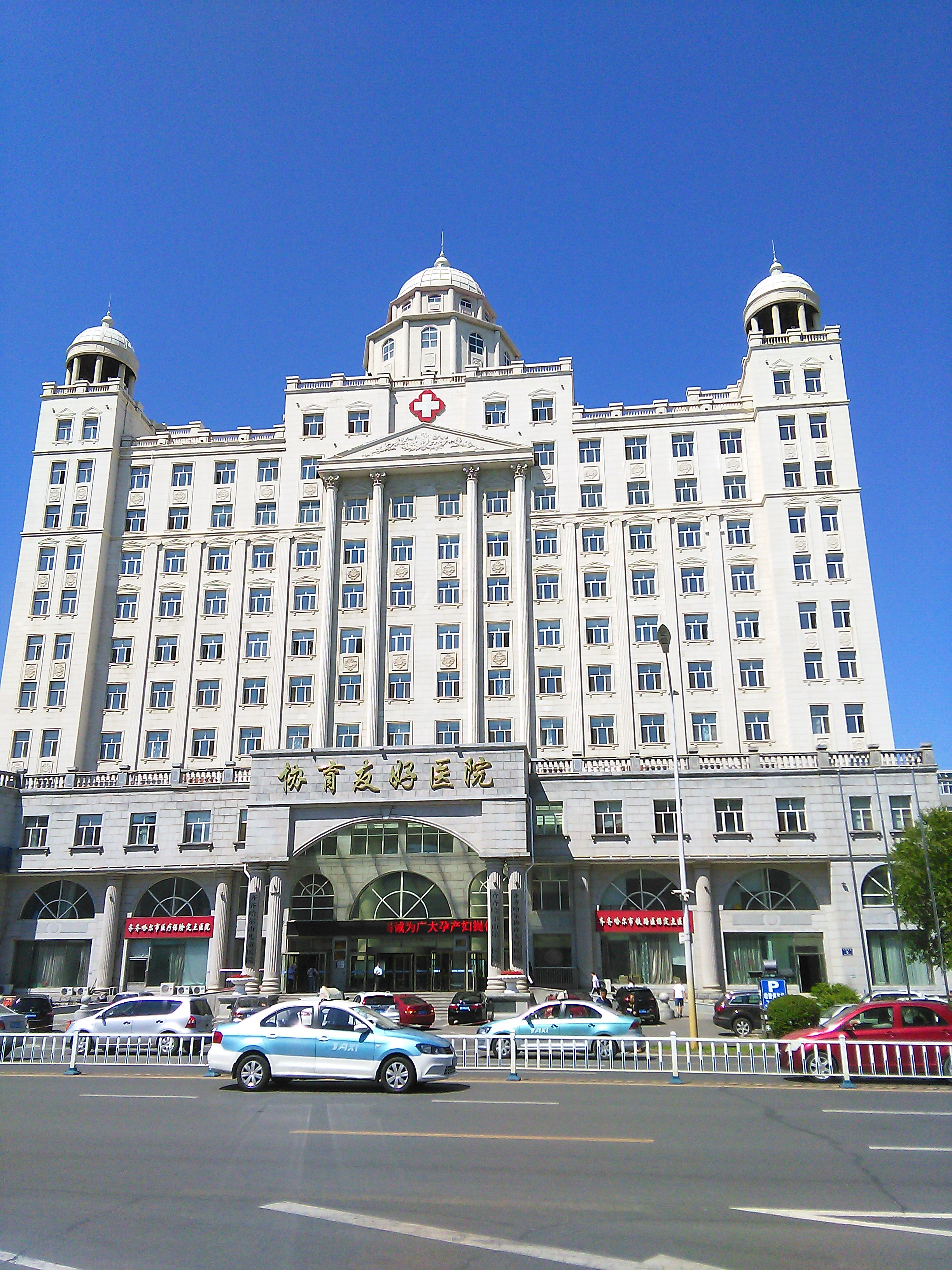
齐齐哈尔第二医院

齐齐哈尔第二医院是齐齐哈尔市的一所三级甲等医院，始建于1950年，1995年与齐齐哈尔市妇幼保健院合并，进入新世纪，改组为股份制企业，日本方面控股51%，医院名称改为齐齐哈尔中日协育友好医院。2001年起成为黑龙江省首家三级甲等妇幼保健院。